# Evolutionens ikoner
Evolutionens ikoner er en bog af Jonathan Wells, udgivet af det kristne tidsskrift 'Origo'
Bogen er tænkt som en sønderlemmende kritik af evolutionsteorien med udgangspunkt i de mest kendte 'ikoner', det vil sige de eksempler, der hele tiden trækkes frem til forsvar for teorien.
Jonathan Wells er en varm fortaler for idéen on Intelligent design.
Bogen behandler følgende 'Ikoner'
- Miller-Urey forsøget;
- Darwins evolutionstræ;
- Homologi i hvirveldyrenes lemmer;
- Haeckels fostre;
- Archaeopteryx som missing link;
- Birkemåleren;
- Darwins finker;
- Den firvingede bananflue;
- Hestefossiler og retningsbestemt evolution;
- Fra abe til menneske

I videnskabelige kredse er der er almindelig enighed om, at bogen er fuld af misforståelser, løse påstande og bevidste løgnagtigheder.

## Eksterne links
- Bogens egen hjemmeside Arkiveret 28. november 2009 hos  Wayback Machine
- Grundig gennemgang og kritik af bogen Arkiveret 29. november 2011 hos  Wayback Machine læs bogen først, ellers kan kritikken virke noget indforstået